# 竹中正夫
竹中 正夫（たけなか まさお、1925年9月6日 - 2006年8月17日）は、日本のキリスト教神学者、同志社大学名誉教授。

## 経歴
北京に生まれる。成城高等学校を経て、1944年、京都帝国大学経済学部入学後、学徒出陣。除隊後、復学し、1948年に卒業。同志社大学神学部に編入学し、1950年に卒業。イェール大学神学部大学院に留学し、1955年に神学博士。同志社大学助手、1956年、助教授、1961年教授。1962年ユニオン神学校訪問教授。1965年同志社大学神学部長。1996年、定年となり名誉教授、聖和大学教授。2005年にキリスト教功労者を受賞。同年11月に瑞宝中綬章を受章。

## 著書
- 真人の共同体 現代社会における教会の課題 新教出版社 1962 (現代神学双書)
- 天寵の旅人 画家宮芳平の生涯と作品 日本YMCA同盟出版部 1979.7
- 倉敷の文化とキリスト教 日本基督教団出版局 1979.11
- 土に祈る 耕牧石田英雄の生涯 教文館 1985.11
- 良寛を愛したキリスト者 小倉章蔵の生涯 日本基督教団出版局 1992.7
- 良寛とキリスト 大宮季貞の生涯をたどって 考古堂書店 1996.2
- ゆくてはるかに 神戸女子神学校物語 教文館 2000.6
- 和服のキリスト者 木月道人遊行記 日本基督教団出版局 2001.3
- 生と死のはざまで 妻をしのびて キリスト新聞社 2002.3
- C.B.デフォレストの生涯 美と愛の探求 創元社 2003.4
- 異文化・交流のはざまで 内田淑子のルーツと生涯 思文閣出版 2005.11
- 美と真実 近代日本の美術とキリスト教 新教出版社 2006.7

## 共編
- 教会と労働者 西部職域伝道協議会記録 日本基督教団出版部 1960
- 聖書のことば 現代日本美術とともに 創元社 1966
- 講座現代世界と教会 1-2 佐藤敏夫、佐伯洋一郎共編 日本基督教団出版局 1970-71
- 対話の探究 キリスト新聞社 1972
- 働く人間像を求めて 関西労伝ノート・その20年 関西労働者伝道委員会 新教出版社 1978.9
- 現代における宗教の対話  聖文舎 1979.10
- 渡辺禎雄聖書版画集 新教出版社 1986.2
- 生命の意味 1-2 郷原憲一共編 思文閣出版 1992.7
- 労働と人間を考える 中条毅共編著 中央経済社 1994.3 (社会人大学セミナー)

## 翻訳
- 信徒・教会・社会 この世における神の民 H.R.ウェーバー 日本基督教団出版部 1959
- 社会的激変に対決する教会 世界教会協議会社会部報告書 新教出版社 1961
- 世の光キリスト WCC第三回大会報告書 世界教会協議会編 野本益世,村田豊恒共訳 新教出版社 1962 新教新書
- 連続と変革 ウプサラ・レポート 世界教会協議会 日本基督教団出版局 1969
- 調和のとれた生活 エリック・バタウォース 黒河待子共訳 創元社 1973
- 三つのクリスマス / ナリニ・ジャヤスリヤ 日本基督教団出版局 1982.8